# Argyresthia nymphocoma
Argyresthia nymphocoma is een vlinder uit de familie van de pedaalmotten (Argyresthiidae). De wetenschappelijke naam van de soort werd in 1919 gepubliceerd door Edward Meyrick.